# 叹号
驚歎號（！，也稱為感歎號或嘆號）用於句子結尾，表示驚歎、感歎或號歎。中华民国教育部国语推行委员会《重订标点符号手册》指明“用在感歎、命令、祈求、勤勉等語句之後。”中华人民共和国的《标点符号用法》中也指出“感歎句末尾的停頓，用歎號。”“語氣強烈的祈使句末尾，也用歎號。”“語氣強烈的反問句末尾，也用歎號。”

## 源頭
一般认为「!」这一符號源自歐洲中世紀，於印刷術之前的專職工作複寫員，專為私人或公共事務手工抄寫文件，用於標註驚喜和喜悅的句尾io，拉丁語的“io”原意為萬歲歡呼的意思。在時間的演變下i停留在o的上方，成為今日的驚歎號。

## 變體
如同在西班牙文中尾端有“?”的句首需要加“¿”，在西班牙文中尾端有「!」的句子前面也必須有倒置的變體，例：¡OK!
歎號（！）可與問號（？）結合成疑問驚歎號（‽，或?!，!?）。

## 其他用法

警告標誌通常是一個三角形圍繞的感歎號

- 過量使用感歎號，就如過分的情感，文學上會視為惡劣。
- 在廣告中，經常會使用感歎號以吸引人的注意，有些牌子或書籍名稱甚至本身有附有感歎號，如 Google!、Yahoo!、《蘿球社！》等。
- 在數學上，“!”是階乘的符號。對於所有正整數n，{\displaystyle n!=1\times 2\times 3\times ...\times n}；而规定{\displaystyle 0!=1}。类似的，“!!”是双阶乘的符号。
- 一些編程語言使用「!=」表示不等於。這時感歎號稱為“bang”或“shriek”。
- 在Geek Code，「!」表示該名極客不想回答相關範疇的事。
- 在國際象棋的棋譜中，「!」表示一步好棋，「!!」表示極妙之着，“？！”表示一步令人懷疑的棋，“！？”表示一個有趣的、冒險的棋
- 世界上有部分於地名中夾帶驚歎號的案例，如英國德文郡的「韋斯特沃德霍！」和加拿大魁北克省的「聖路易士哈！哈！」。

## 電腦應用
半形感歎號在Unicode中的字符是U+0021「!」。
全形歎號是U+FF01：
- 台港澳和日本標準為置中，如，直排時亦然
- 中國大陸標準為靠左下，如；直排時則靠右上，新版Unicode增加配合中國大陸寫法之「垂直感歎號（PRESENTATION FORM FOR VERTICAL EXCLAMATION MARK）」 「︕」[3]，在U+FE15，以兼容GB 18030
- 另有次感歎號（SMALL EXCLAMATION MARK）」在U+FE57，源自CNS11643 / Big5。